# Bugaled Breizh
El Bugaled Breizh fue un arrastrero francés de Loctudy, Finistère, cuyo naufragio con toda la tripulación a 90 metros de profundidad en el Canal de la Mancha el 15 de enero de 2004 sigue sin resolverse. Aunque parecía posible que el barco fuera golpeado por un submarino, no se pudo identificar un submarino específico entre el número de submarinos de varias naciones que operaban en las inmediaciones del lugar del accidente. Además, una investigación técnica informó que el estado del equipo de arrastre recuperado del barco no era compatible con un enredo en un submarino.
El barco pesquero motorizado (MFV) fue construido en 1986 por el astillero Bretagne Sud en Belz. Su nombre significa "Hijos de Bretaña " en lengua bretona.

## Hundimiento
El Bugaled Breizh zozobró con cinco marineros a unas 14 millas náuticas (26 km) al suroeste de Lizard Point, Cornualles, el 15 de enero de 2004 a las 12h25 UTC. El tiempo en la zona en ese momento era vientos del suroeste de 25-30 nudos y una visibilidad de 2-3 millas. El barco avisó brevemente por radio que se estaba hundiendo y desapareció aparentemente muy rápido; sólo se recuperaron dos cuerpos de los cinco marineros en ese momento, mientras que un tercer cuerpo fue recuperado el 10 de julio de 2004 durante las operaciones de salvamento a 90 metros de profundidad.

## Conclusión de la investigación sin causa específica
El 31 de julio de 2008, los jueces Richard Foltzer y Muriel Corre, encargados de la investigación del hundimiento del Bugaled Breizh , tras haber recibido el testimonio de los expertos, emitieron una declaración en la que afirmaban que una "causa muy probable" de que el buque se hundiera era el resultado de un accidente con un submarino de ataque. Sin embargo, no pudieron indicar qué submarino estaba implicado e indicaron también la posibilidad de que el accidente pudiera haber sido causado por el submarino espía no identificado u otras causas técnicamente factibles. Por tanto, los familiares de los marineros muertos y el propietario del buque no han recibido ninguna indemnización.
Aunque son posibles otras causas de la pérdida del buque, este accidente y otros que tienen una atribución más clara a submarinos nucleares sugieren que los submarinos que operan en zonas de pesca representan un peligro para los barcos pesqueros de arrastre que, al "capturar" un submarino, pueden correr un riesgo significativo de ser arrastrados hacia el fondo. La Liga Celta indica que los accidentes con submarinos pueden haber sido la causa de la pérdida de más de 20 buques pesqueros motorizados desde 1970, con la pérdida de más de 150 marineros, y exige una mejor comunicación entre las autoridades militares y civiles.